# Torstein Lofthus

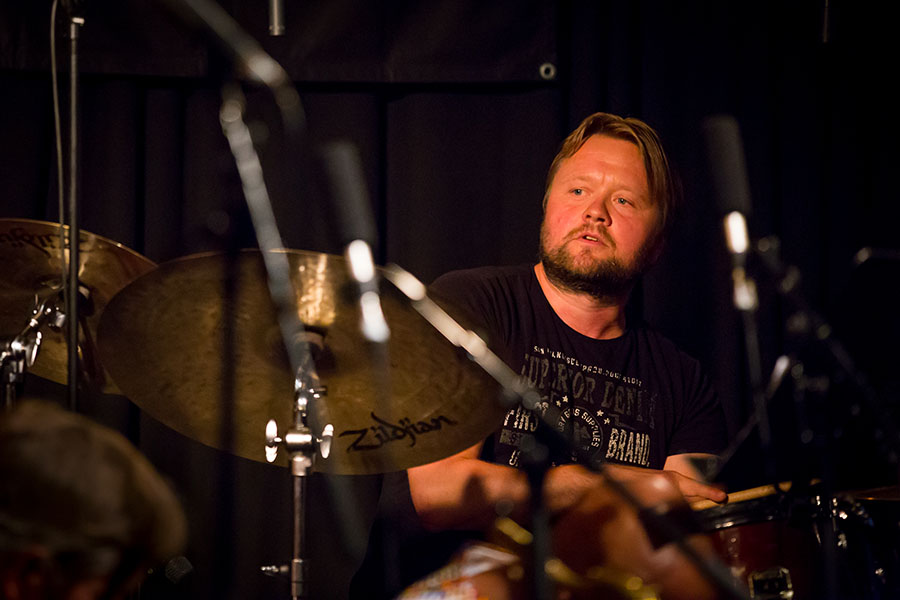
Torstein Lofthus (Oslo Jazzfestival 2017)

Torstein Lofthus (* 10. März 1977 in Øystese) ist ein norwegischer Fusion- und Jazzmusiker (Schlagzeug, Komposition), der auch im Metalbereich und der Popmusik aktiv ist. Er gilt als einer der gefragtesten Schlagzeuger Norwegens.

## Wirken
Lofthus, der im Alter von zehn Jahren mit dem Trommeln begann, spielte zunächst in lokalen Bands. Dann zog er nach Oslo und studierte an der Norwegischen Musikhochschule.
Lofthus wurde zunächst mit der norwegischen Band Shining bekannt, der er seit 1999 angehörte. Seit 2006 spielt Lofthus zudem zusammen mit Ståle Storløkken und Nikolai Eilertsen im Fusiontrio Elephant9, das bis 2024 elf Alben bei Rune Grammofon vorlegte. Weiterhin ist er Mitglied der „Supergroup“ RedKite (mit Bernt A Moen, Even Helte Hermansen und Trond Frønes), das zunächst bei Vossajazz 2016 überzeugte, und bisher zwei Alben vorlegte. Mit Jon Eberson und Per Zanussi bildete er ein Trio.
Weiterhin hat Lofthus mit Künstlern wie Marit Larsen, Maria Mena, Jarle Bernhoft, Mathias Eick, der Popgruppe D’Sound, Oslo Gospel Choir, Jørn Øien Trio, Liarbird, Torun Eriksen, Garness, Søyr, Morten Halle, Eivind Aarset, Silje Nergaard, Beady Belle, Damp, Bertine Zetlitz, Kurt Nilsen, Maria Solheim und Taylor Swift zusammengearbeitet.
Lofthus unterrichtete zunächst an der Norwegischen Musikhochschule und an der Universität von Agder; heute lehrt er als Professor für Schlagzeug an der arktischen Universität in Tromsø.

## Auszeichnungen und Preise
Lofthus erhielt 2010 mit Elephant9 den Spellemannprisen in der Kategorie Jazz für  das Album Walk the Nile. Gemeinsam mit Shining wurde er 2012 als Innovator des Jahres mit einem weiteren Spellemannprisen ausgezeichnet. In der Kategorie „Studiomusiker“ wurde er 2015 mit dem Gammleng-Preis bedacht.